# Macrodiplosis majalis
Macrodiplosis majalis är en tvåvingeart som först beskrevs av Osten Sacken 1878.  Macrodiplosis majalis ingår i släktet Macrodiplosis och familjen gallmyggor. Inga underarter finns listade i Catalogue of Life.